# Tscheka

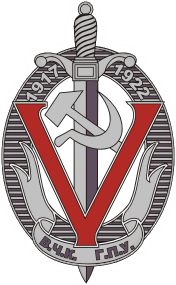
Ehrenabzeichen der Nachfolgeorganisation GPU für Tscheka-Mitglieder

WeTscheKa (russisch ВЧК) ist die Abkürzung für die Allrussische außerordentliche Kommission zur Bekämpfung von Konterrevolution, Spekulation und Sabotage (russisch Всероссийская чрезвычайная комиссия по борьбе с контрреволюцией, спекуляцией и саботажем Wserossijskaja tschreswytschainaja komissija po borbe s kontrrewoljuziej, spekuljaziej i sabotaschem), die nach der Oktoberrevolution am 20. Dezember 1917 gegründete Geheimpolizei Sowjetrusslands, auf deren Tradition sich die Inlandsgeheimdienste der Ende 1922 gegründeten Sowjetunion beriefen. Hiervon abgeleitet wurde der Ausdruck Tschekisten für die Mitarbeiter von Geheimdiensten in den Staaten des Ostblocks.

## Geschichte

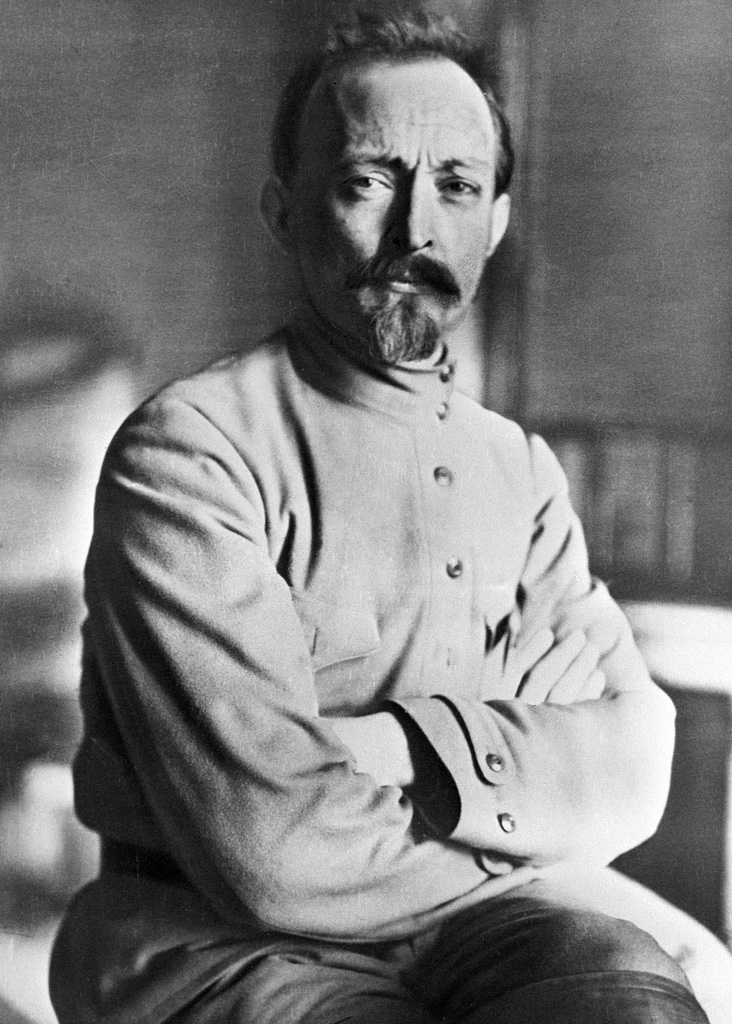
Feliks Dzierżyński, Leiter der Tscheka (Aufnahme von 1918)

Am 20. Dezember 1917 beauftragte die sowjetrussische Regierung unter dem Vorsitz Lenins das Mitglied des Militärischen Revolutionskomitees von Petrograd (MRKP), Feliks Dzierżyński, mit der Bildung einer Spezialkommission zur Bekämpfung der Opposition.
Die Aufgabe der Tscheka beschreibt Dzierżyńskis Frau Zofia Dzierżyńska:

„Aufgabe der Tscheka sollte es sein, konterrevolutionäre Umtriebe und Sabotage zu vereiteln, die Voruntersuchungen zu führen und die Strafsachen dem Revolutionstribunal zu übergeben. Als Strafmaßnahmen wurden vorgeschlagen: Konfiszierung des Vermögens, Ausweisung, Entzug der Lebensmittelkarte, Veröffentlichung der Namen.“

Neben Dzierżyński gehörten auch Grigori Ordschonikidse, Alexander Xenofontow und Jakow Peters zu den Gründungsmitgliedern. Im Auftrag des Rats der Volkskommissare stellte Feliks Dzierżyński im Dezember 1917 eine bewaffnete Abteilung auf, die aus dreißig Rotgardisten bestand, welche den Keim der Tscheka-Truppe bildete.
Ab August 1918 wurden auf Anweisung Lenins in der Provinz Pensa zur Unterbringung von politischen Gegnern die ersten Gefangenenlager eingerichtet und offiziell Konzentrationslager genannt. Die Zahl der Festgehaltenen in den von der Tscheka organisierten Lagern betrug im Mai 1921 etwa 16.000 Personen und stieg bis September 1921 auf über 70.000 Häftlinge.
Im Februar 1922 wurde die Tscheka aufgelöst und das Archiv der Organisation auf Anweisung Lenins vernichtet; ihre Aufgaben wurden der neu gegründeten militärischen GPU übertragen.

## Entwicklung der Mitarbeiterzahlen
- März 1918: 600
- Juni 1918: 12.000
- Ende 1918: 40.000
- Anfang 1921: 280.000

## Opferzahlen
Die Schätzungen über die Zahlen der von der Tscheka Exekutierten variieren je nach Quelle dramatisch. Die niedrigsten (offiziellen) Zahlen wurden von Dzierżyńskis Stellvertreter Martyn Lazis (nur RSFSR) angegeben: 1918 bis 1920: 12.733 Exekutierte. Es wird allgemein angenommen, dass diese Zahl eine grobe Unterschätzung der tatsächlichen Opferzahl ist. Andere Schätzungen reichen von 50.000 bis 250.000 Opfern.

## Filme
- Feindlicher Wirbelwind (Vikhri vrazhdebnye/Wichri wraschdebnye, UdSSR 1953, Regie: Michail Kalatosow. Mit Micheil Gelowani (Stalin), Michail Kondratjew (Lenin), Wladimir Jemeljanow (Dserschinski), Leonid Ljubaschewski (Swerdlow) und Wladimir Solowjow (Kalinin)).
- Wettlauf mit dem Tod (OGNENNYE WERSTY, UdSSR 1957, Regie Samson Samsonow, 1958 DEFA-Synchronisation)
- Helden der Tscheka (Сотрудник ЧК/Sotrudnik ChK, wörtlich Mitarbeiter der Tscheka, UdSSR 1964, Regie Boris Volchek, DEFA-Synchron 1964, nach der Literaturvorlage von Alexander Lukin/Dmitri Poljanowski: Die Tscheka greift ein, Berlin, Deutscher Militärverlag 1961).
- Operation "Trust" (Operatsiya Trest, TV-UdSSR 1967, 4 Teile, Regie Sergei Kolosov, 1968 DEFA-Synchronisation. Die Fernsehserie entstand anlässlich des 50. Jahrestages der Gründung der Tscheka).
- Erzählung über einen Tschekisten (POWEST O TSCHEKISTE, UdSSR 1969, Regie Boris Durow)
- Adjutant seiner Exzellenz (Адъютант Его Превосходительства/Adjutant jewo prewoschoditelstwa, Miniserie, UdSSR 1969).
- Fremd unter seinesgleichen, (Swoi sredi tschuschich, tschuschoi sredi swoich, UdSSR 1974, Regie Nikita Sergejewitsch Michalkow).
- Der Tschekist (Чекист, Le tchékiste, F/RU 1992, Regie Alexander Wladimirowitsch Rogoschkin).